# Joël Shapiro
Joel Shapiro (Nueva York, 27 de septiembre de 1941-Manhattan, Nueva York, 14 de junio de 2025) fue un escultor estadounidense famoso por sus obras dinámicas compuestas de formas rectangulares simples. Sus obras figurativas y referencias psicológicas marcaron el fin de la dominación minimalista del arte. Recibió un B.A. en 1964 y un M.A. en 1969 de la New York University. Vive y trabaja en la ciudad de Nueva York.

## Biografía
Los primeros trabajos de Shapiro se enfocaban sobre ciertos aspectos de la estética minimalista predominante, incluidas sus formas geométricas simples y la ubicación de objetos directamente en el suelo en cambio de sobre pedestales. Sin embargo, mediante la elección de unos pocos objetos relevantes —tales como una casa, una silla, o un puente— Shapiro invitaba a asociaciones narrativas y sicológicas que los minimalistas habían evitado en forma explícita. Él también vaciaba sus esculturas en bronce o las tallaba de un trozo de roca utilizando técnicas de tallado tradicionales y materiales que los minimalistas habían rechazado. Sin embargo sus rebeliones sutiles no fueron suficientes para interferir con su carrera, ni para evitar que su persona fuera asociado con el movimiento minimalista. 
En la década de 1980 Shapiro comenzó a tallar esculturas de madera, entusiasmándose por la forma en que en forma relativamente rápida era capaz de obtener resultados con este material, especialmente al compararlo con el largo proceso que debe seguirse para realizar estatuas de bronce. Las obras y figuras de este período, tanto en bronce como en madera, son construcciones de rectángulos con formas de bloques unidos en posiciones dinámicas que desafían la gravedad. 

## Obras en colecciones

### Estados Unidos

#### California
- Sin título, 1978, San Diego Museum of Contemporary Art, La Jolla
- Sin título, 1974, Gersh, Philip & Beatrice, Los Ángeles
- Sin título, 1988, Gersh, Philip & Beatrice, Los Ángeles
- Sin título, 1981, Museum of Contemporary Art, Los Ángeles
- Sin título, 1979, Museum of Contemporary Art, Los Ángeles
- Sin título, 1982, Museum of Contemporary Art, Los Ángeles
- Sin título, 1975, Museum of Contemporary Art, Los Ángeles
- Sin título, 1988, Fine Arts Museums of San Francisco, San Francisco

#### Distrito de Columbia
- Sin título, 1989, National Gallery of Art, Washington
- Sin título, 1974, National Gallery of Art, Washington
- Sin título, 1975, National Gallery of Art, Washington
- Sin título, 1975, National Gallery of Art, Washington
- Sin título, 1983, National Gallery of Art, Washington
- Sin título, 1986, Hirshhorn Museum and Sculpture Garden, Washington
- Loss and Regeneration, 1993, United States Holocaust Memorial Museum, Washington

#### Illinois
- Sin título, 1984, Elliott, Gerald S., Chicago
- Untitled (Arching Figure), 1985, Elliott, Gerald S., Chicago
- Untitled (for G.S.E.), 1987, Elliott, Gerald S., Chicago
- Untitled, 1981, Governors State University, University Park

#### Indiana
- Untitled, 1984, Ball State Museum of Art, Indiana

#### Iowa
- Sin título, 2003, Principal Riverwalk, Des Moines

#### Maine
- Sin título, 1984, Colby College, Museum of Art, Waterville

#### Maryland
- Sin título, 1985, Baltimore Museum of Art, Baltimore
- Sin título, 1970, Baltimore Museum of Art, Baltimore

#### Massachusetts
- Sin título, 1990, Fogg Art Museum, Harvard University, Cambridge

#### Míchigan
- Sin título, 1975, Detroit Institute of Arts, Detroit
- Sin título, 1985, Detroit Institute of Arts, Detroit

#### Minnesota
- Sin título, 1975, Walker Art Center, Mineápolis

#### Misuri
- Untitled, 1984, St. Louis Art Museum, San Luis
- Untitled, 1991, Nelson-Atkins Museum, Kansas City

#### Nebraska
- Untitled, 1984, University of Nebraska-Lincoln, Sheldon Memorial Art Gallery and Garden,

#### Nueva York
- Seven Elements, 2001-2003, Albany Institute of History and Art, Albany
- Sin título, 1988, Museum of Modern Art, Ciudad de Nueva York
- Sin título, 1988, Museum of Modern Art, Ciudad de Nueva York
- Sin título (Casa on shelf), 1974, Museum of Modern Art, Ciudad de Nueva York
- Sin título', 1994, Sony Plaza, Ciudad de Nueva York
- Sin título (Casa en un campo), 1976, Whitney Museum of American Art, Ciudad de Nueva York
- Sin título, 1978, Whitney Museum of American Art, Ciudad de Nueva York
- Sin título, 1981, Whitney Museum of American Art, Ciudad de Nueva York
- Sin título, 2000, Rockefeller University, Nueva York

#### Carolina del Norte
- Sin título, 1990, North Carolina Museum of Art
- Sin título, 1995, Davidson College, Van Every/ Smith Galleries

#### Ohio
- Untitled, , University of Cincinnati Galleries, Ohio
- Untitled, 1977, Cincinnati Art Museum, Cincinnati, Ohio
- Untitled, 1989, Cleveland Museum of Art, Cleveland, Ohio

#### Pensilvania
- Untitled maquette, 1984, CIGNA Museum and Art Collection, Filadelfia
- Untitled, 1984, CIGNA Museum and Art Collection, Filadelfia

#### Texas
- Untitled, 1975, Dallas Museum of Art, Dallas
- Untitled, 1983, Nasher Sculpture Center, Dallas
- Untitled, 1977, Fort Worth Art Museum, Fort Worth
- Untitled, 1977, Fort Worth Art Museum, Fort Worth
- Untitled, 1990, Museum of Fine Arts, Houston
- Untitled, 2000, McNay Art Museum, San Antonio

#### Washington
- Untitled, 1980-81, Restricted Owner, Seattle, Washington

#### Wisconsin
- Untitled, 1987, Milwaukee Art Museum, Milwaukee, Wisconsin

## Colecciones en otros países

### Australia
- Sin título (silla), 1974, Australian National Gallery, Canberra

### Canadá
- Conjunción, 1999, Embassy of the United States of America, Ottawa

### Dinamarca
- Louisiana Museum of Modern Art, Humlebaek

### Alemania
- Sin título, 1999, Köln Skulpture Park, Colonia

### Israel
- Sin título, 1991, Tel Aviv Museum of Art, Tel Aviv
- Sin título, 1996, Billy Rose Art Garden, Israel Museum, Jerusalén

### Suecia
- Sin título, 1979, Moderna Museet, Estocolmo
- Sin título, 1982, Moderna Museet, Estocolmo

### Reino Unido
- Sin título, 1978, Tate Gallery, Londres
- Sin título, 1984, Tate Gallery, Londres